# Чемпіонат Австрії з футболу 2022—2023
Австрійська футбольна бундесліга 2022—2023 (нім. Österreichische Fußballmeisterschaft 2022—2023) — 112-ий сезон чемпіонату Австрії з футболу. 
Чемпіоном вдесяте поспіль став «Ред Булл».

## Регламент змагань
В турнірі беруть участь 12 команд: 11 команд, що залишились в Бундеслізі, плюс одна команда, що здобула право змагатись у Бундеслізі країни за підсумками змагань у Першій лізі.
Чемпіонат складається з двох етапів, на першому 12 клубів грали двоколовий турнір, на другому етапі перша шістка вела боротьбу за чемпіонське звання, а друга шістка визначала найгіршу команду. За результатами другого етапу команда, що посіла останнє місце вибуває до нижчого дивізіону.

## Команди учасники чемпіонату
За підсумками попереднього сезону Бундеслігу залишила «Адміра Ваккер Медлінг». «Аустрія» (Лустенау), як переможець другої ліги здобула право підвищитись.

### Стадіони
| Команда              | Місто                  | Стадіон               | Глядачі |
| -------------------- | ---------------------- | --------------------- | ------- |
| Альтах               | Альтах                 | Кашпоінт Арена        | 8500    |
| Аустрія (Відень)     | Відень                 | Дженералі-арена       | 17 500  |
| Аустрія (Клагенфурт) | Клагенфурт-ам-Вертерзе | Вертерзее-Штадіон     | 29 863  |
| Аустрія (Лустенау)   | Лустенау               | Райхсхофштадіон       | 8800    |
| Вольфсбергер         | Вольфсберг             | Лавантталь-Арена      | 7300    |
| Гартберг             | Гартберг               | Гартберг              | 4635    |
| ЛАСК                 | Лінц                   | Райффайзен Арена      | 19 080  |
| Рапід                | Відень                 | Альянцштадіон         | 28 000  |
| Ред Булл             | Зальцбург              | Ред Булл Арена        | 30 188  |
| Рід                  | Рід-ім-Іннкрайс        | Кайне Зорґе Арена     | 7680    |
| Тіроль               | Ваттенс                | Тіволі Штадіон Тіроль | 16 008  |
| Штурм                | Грац                   | Меркур Арена          | 16 364  |

## Перший етап

### Таблиця
| Поз | Команда              | І  | В  | Н | П  | ГЗ | ГП | РГ  | О  | Кваліфікація       |
| --- | -------------------- | -- | -- | - | -- | -- | -- | --- | -- | ------------------ |
| 1   | Ред Булл             | 22 | 17 | 4 | 1  | 49 | 13 | +36 | 55 | Чемпіонський раунд |
| 2   | Штурм                | 22 | 14 | 6 | 2  | 37 | 15 | +22 | 48 | Чемпіонський раунд |
| 3   | ЛАСК                 | 22 | 10 | 8 | 4  | 38 | 28 | +10 | 38 | Чемпіонський раунд |
| 4   | Рапід                | 22 | 10 | 3 | 9  | 34 | 26 | +8  | 33 | Чемпіонський раунд |
| 5   | Аустрія (Відень)     | 22 | 10 | 5 | 7  | 37 | 31 | +6  | 32 | Чемпіонський раунд |
| 6   | Аустрія (Клагенфурт) | 22 | 9  | 3 | 10 | 35 | 40 | −5  | 30 | Чемпіонський раунд |
| 7   | Тіроль               | 22 | 8  | 4 | 10 | 32 | 37 | −5  | 28 | Втішний раунд      |
| 8   | Аустрія (Лустенау)   | 22 | 7  | 6 | 9  | 29 | 37 | −8  | 27 | Втішний раунд      |
| 9   | Вольфсбергер         | 22 | 6  | 3 | 13 | 35 | 41 | −6  | 21 | Втішний раунд      |
| 10  | Гартберг             | 22 | 5  | 3 | 14 | 22 | 42 | −20 | 18 | Втішний раунд      |
| 11  | Рід                  | 22 | 4  | 6 | 12 | 16 | 32 | −16 | 18 | Втішний раунд      |
| 12  | Альтах               | 22 | 4  | 5 | 13 | 22 | 44 | −22 | 17 | Втішний раунд      |

1. ↑  Аустрія (Відень) позбавлена трьох очок через порушення умов ліцензії.[3]

### Результати матчів
| Команда              | КЛА | ЛУС | АВІ | АЛЬ | ГАР | ЛАС | РАП | РБЗ | ШТУ | РІД | ТИР | ВОЛ |
| -------------------- | --- | --- | --- | --- | --- | --- | --- | --- | --- | --- | --- | --- |
| Аустрія (Клагенфурт) | —   | 2–1 | 3–3 | 3–0 | 1–0 | 1–3 | 0–1 | 0–1 | 0–2 | 1–0 | 2–3 | 0–3 |
| Аустрія (Лустенау)   | 4–2 | —   | 1–0 | 3–0 | 4–1 | 1–1 | 3–3 | 0–6 | 0–2 | 0–0 | 2–1 | 1–3 |
| Аустрія (Відень)     | 3–1 | 2–2 | —   | 2–1 | 3–0 | 1–1 | 2–0 | 1–3 | 0–3 | 3–0 | 2–1 | 0–1 |
| Альтах               | 1–4 | 1–2 | 3–2 | —   | 1–0 | 0–1 | 0–1 | 2–3 | 1–1 | 1–2 | 0–0 | 2–2 |
| Гартберг             | 2–3 | 1–1 | 0–3 | 2–1 | —   | 2–2 | 1–2 | 0–2 | 1–2 | 2–0 | 1–5 | 2–1 |
| ЛАСК                 | 3–1 | 1–0 | 2–2 | 4–1 | 0–3 | —   | 2–1 | 0–2 | 1–1 | 1–1 | 1–4 | 4–1 |
| Рапід                | 0–1 | 1–1 | 1–2 | 3–0 | 5–1 | 1–0 | —   | 2–4 | 1–2 | 1–0 | 2–0 | 1–3 |
| Ред Булл             | 2–0 | 4–0 | 3–0 | 1–1 | 1–0 | 1–1 | 1–1 | —   | 0–0 | 2–0 | 2–0 | 2–1 |
| Штурм                | 1–2 | 2–0 | 3–1 | 4–0 | 0–0 | 0–1 | 1–0 | 2–1 | —   | 2–1 | 2–1 | 3–2 |
| Рід                  | 2–2 | 1–0 | 1–3 | 2–3 | 0–1 | 1–1 | 1–0 | 0–3 | 1–1 | —   | 1–2 | 0–0 |
| Тіроль               | 2–2 | 3–2 | 0–0 | 0–0 | 2–1 | 2–3 | 0–5 | 1–3 | 0–2 | 2–0 | —   | 1–3 |
| Вольфсбергер         | 3–4 | 0–1 | 1–2 | 2–3 | 3–1 | 1–5 | 1–2 | 1–2 | 1–1 | 1–2 | 1–2 | —   |

## Чемпіонський раунд
| Поз | Команда              | І  | В  | Н  | П  | ГЗ | ГП | РГ  | О  | Кваліфікація                               |  | РБЗ | ШТУ | ЛАС | РАП | АВІ | КЛА |
| --- | -------------------- | -- | -- | -- | -- | -- | -- | --- | -- | ------------------------------------------ |  | --- | --- | --- | --- | --- | --- |
| 1   | Ред Булл             | 32 | 23 | 8  | 1  | 67 | 22 | +45 | 49 | Ліга чемпіонів груповий раунд              |  | —   | 2–1 | 0–0 | 2–1 | 3–3 | 3–2 |
| 2   | Штурм                | 32 | 20 | 6  | 6  | 57 | 29 | +28 | 42 | Ліга чемпіонів 3-й кваліфікаційний раунд   |  | 0–2 | —   | 2–0 | 3–1 | 3–2 | 4–1 |
| 3   | ЛАСК                 | 32 | 14 | 12 | 6  | 54 | 38 | +16 | 35 | Ліга Європи раунд плей-оф                  |  | 0–1 | 2–1 | —   | 3–1 | 3–1 | 4–0 |
| 4   | Рапід                | 32 | 12 | 6  | 14 | 50 | 47 | +3  | 25 | Ліга конференцій 3-й кваліфікаційний раунд |  | 1–1 | 3–2 | 1–1 | —   | 3–3 | 3–1 |
| 5   | Аустрія (Відень)     | 32 | 11 | 10 | 11 | 55 | 52 | +3  | 24 | Плей-оф до Ліги конференцій                |  | 1–1 | 1–2 | 2–2 | 3–1 | —   | 1–2 |
| 6   | Аустрія (Клагенфурт) | 32 | 11 | 5  | 16 | 45 | 63 | −18 | 23 |                                            |  | 0–3 | 0–2 | 1–1 | 2–1 | 1–1 | —   |

## Втішний раунд
Команди почали втішний раунд з половиною очок з першого раунду (округлених до меншого). В результаті, команди почали сезон  з наступними очками: Тіроль з 14, Аустрія (Лустенау) з 12, Вольфсбергер з 11, Гартберг з 11, Рід з 10 та Альтах з 6. Очки Аустрії (Лустенау), Гартбергу та Альтаху були округлені до меншого – тому у випадку рівної кількості очків в кінці раунду ці команди отримають додаткові півбала для визначення фінального місця.
| Поз | Команда            | І  | В  | Н  | П  | ГЗ | ГП | РГ  | О  | Кваліфікація                |     | ВОЛ | ЛУС | ТИР | ГАР | АЛЬ | РІД |
| --- | ------------------ | -- | -- | -- | -- | -- | -- | --- | -- | --------------------------- | --- | --- | --- | --- | --- | --- | --- |
| 1   | Вольфсбергер       | 32 | 12 | 6  | 14 | 51 | 51 | 0   | 31 | Плей-оф до Ліги конференцій |     | —   | 2–2 | 2–0 | 2–2 | 0–0 | 1–0 |
| 2   | Аустрія (Лустенау) | 32 | 11 | 10 | 11 | 50 | 54 | −4  | 29 | Плей-оф до Ліги конференцій |     | 1–3 | —   | 2–4 | 5–1 | 1–0 | 2–2 |
| 3   | Тіроль             | 32 | 10 | 8  | 14 | 44 | 53 | −9  | 24 |                             |     | 4–0 | 0–2 | —   | 1–1 | 1–1 | 1–1 |
| 4   | Гартберг           | 32 | 9  | 6  | 17 | 39 | 56 | −17 | 24 |                             | 0–2 | 0–1 | 5–0 | —   | 2–2 | 2–0 |     |
| 5   | Альтах             | 32 | 6  | 10 | 16 | 29 | 53 | −24 | 19 |                             | 0–2 | 1–1 | 1–0 | 0–1 | —   | 1–1 |     |
| 6   | Рід                | 32 | 4  | 11 | 17 | 27 | 50 | −23 | 14 | Вибув до другого дивізіону  |     | 1–2 | 4–4 | 1–1 | 1–3 | 0–1 | —   |

## Плей-оф до Ліги конференцій

### Півфінал
Матч між 1 та 2 місцем втішного раунду відбувся 5 червня 2023 року.
| Команда 1    | Рахунок | Команда 2          |
| ------------ | ------- | ------------------ |
| Вольфсбергер | 1:2 дч  | Аустрія (Лустенау) |

### Фінал
Перший матч відбувся 8 червня, а матч-відповідь — 11 червня 2023 року. Переможець проходить до Ліги конференцій 2023—24.
| Команда 1          | Заг. | Команда 2        | 1-й матч | 2-й матч |
| ------------------ | ---- | ---------------- | -------- | -------- |
| Аустрія (Лустенау) | 1:6  | Аустрія (Відень) | 1:1      | 0:5      |